# ディエゴ・ロペス (格闘家)
ディエゴ・ロペス（Diego Lopes、1994年12月30日 - ）は、ブラジルの男性総合格闘家。アマゾナス州マナウス出身。メキシコ在住。ロボジム所属。UFC世界フェザー級ランキング2位。

## 来歴
父と兄の影響で5歳からブラジリアン柔術を始めた。2012年、17歳でプロ総合格闘技デビュー。
2021年8月31日、Dana White's Contender Series 5でジョアンダーソン・ブリートと対戦し、0-3の負傷判定負け。

### UFC
2023年5月6日、負傷欠場したブライス・ミッチェルの代役として大会5日前のオファーを受けUFCに初参戦。UFC 288でフェザー級ランキング10位のモフサル・エフロエフと対戦し、腕ひしぎ十字固め、キムラロック、膝十字固めを極めかけるなど善戦するも、0-3の判定負け。敗れはしたものの、ファイト・オブ・ザ・ナイトを受賞した。
2023年8月5日、UFC on ESPN: Sandhagen vs. Fontでギャビン・タッカーと対戦し、腕ひしぎ三角固めで1R一本勝ち。パフォーマンス・オブ・ザ・ナイトを受賞した。
2023年11月11日、UFC 295でパット・サバティーニと対戦し、右ストレートでダウンを奪いパウンドで1RKO勝ち。2試合連続のパフォーマンス・オブ・ザ・ナイトを受賞した。
2024年4月13日、UFC 300でフェザー級ランキング13位のソディック・ユサフと対戦し、パウンドで1RTKO勝ち。
2024年6月22日、UFC 303でフェザー級ランキング13位のダン・イゲと165ポンドのキャッチウェイト契約で対戦し、3-0の判定勝ち。当初は同大会でフェザー級ランキング3位のブライアン・オルテガと対戦予定であったが、大会直前にオルテガの要望によりフェザー級からライト級契約に変更され、さらに大会当日にオルテガが病気により欠場したため、大会開催地であるラスベガスに住んでいるイゲが僅か4時間前のオファーを受け急遽ロペスと対戦した。
2024年9月14日、UFC 306でフェザー級ランキング3位のブライアン・オルテガと対戦し、3-0の判定勝ち。
2025年4月12日、UFC 314のUFC世界フェザー級王座決定戦でフェザー級ランキング1位のアレクサンダー・ヴォルカノフスキーと対戦し、0-3の5R判定負け。王座獲得に失敗したものの、ファイト・オブ・ザ・ナイトを受賞した。

## 人物・エピソード
- 自身が所属するロボジムでは柔術コーチも務めており、UFC世界女子フライ級王者アレクサ・グラッソ等を指導している[10]。

## 戦績
| 総合格闘技 戦績 | 総合格闘技 戦績 | 総合格闘技 戦績 | 総合格闘技 戦績 | 総合格闘技 戦績 | 総合格闘技 戦績 | 総合格闘技 戦績 |
| --------------- | --------------- | --------------- | --------------- | --------------- | --------------- | --------------- |
| 33 試合         | (T)KO           | 一本            | 判定            | その他          | 引き分け        | 無効試合        |
| 26 勝           | 10              | 12              | 4               | 0               | 0               | 0               |
| 7 敗            | 2               | 0               | 5               | 0               | 0               | 0               |

| 勝敗 | 対戦相手                           | 試合結果                            | 大会名                                                         | 開催年月日     |
|      | ジェアン・シウバ                   |                                     | UFC Fight Night: Lopes vs. Silva                               | 2025年9月13日  |
| ×    | アレクサンダー・ヴォルカノフスキー | 5分5R終了 判定0-3                   | UFC 314: Volkanovski vs. Lopes 【UFC世界フェザー級王座決定戦】 | 2025年4月12日  |
| ○    | ブライアン・オルテガ               | 5分3R終了 判定3-0                   | UFC 306: O'Malley vs. Dvalishvili                              | 2024年9月14日  |
| ○    | ダン・イゲ                         | 5分3R終了 判定3-0                   | UFC 303: Pereira vs. Procházka 2                               | 2024年6月29日  |
| ○    | ソディック・ユサフ                 | 1R 1:29 TKO（パウンド）             | UFC 300: Pereira vs. Hill                                      | 2024年4月13日  |
| ○    | パット・サバティーニ               | 1R 1:30 KO（右ストレート→パウンド） | UFC 295: Procházka vs. Pereira                                 | 2023年11月11日 |
| ○    | ギャビン・タッカー                 | 1R 1:38 腕ひしぎ三角固め            | UFC on ESPN 50: Sandhagen vs. Font                             | 2023年8月5日   |
| ×    | モフサル・エフロエフ               | 5分3R終了 判定0-3                   | UFC 288: Sterling vs. Cejudo                                   | 2023年5月6日   |
| ○    | アンヘル・ロドリゲス               | 2R 0:48 TKO（パンチ連打）           | Lux Fight League                                               | 2022年11月19日 |
| ○    | ケネス・グレン                     | 3R 3:49 TKO（パンチ連打）           | Fury Fighting Championship 57                                  | 2022年2月11日  |
| ×    | ネイト・リチャードソン             | 5分5R終了 判定1-2                   | Fury Fighting Championship 57 【FuryFCフェザー級王座決定戦】   | 2022年2月11日  |
| ×    | ジョアンダーソン・ブリート         | 3R 0:10 負傷判定0-3                 | Dana White's Contender Series 5                                | 2021年8月31日  |
| ○    | マシオ・フジェン                   | 3R 3:06 腕ひしぎ十字固め            | Lux Fight League 12 【LFLフェザー級タイトルマッチ】            | 2021年3月12日  |
| ○    | マルコ・ベルトラン                 | 1R 3:35 膝十字固め                  | Lux Fight League 7 【LFLフェザー級王座決定戦】                 | 2019年11月29日 |
| ○    | アレハンドロ・ソラノ・ロドリゲス   | 5分5R終了 判定3-0                   | Lux Fight League 6                                             | 2019年8月30日  |
| ○    | ホニー・ジェイソン                 | 5分3R終了 判定3-0                   | Lux Fight League 4                                             | 2019年3月15日  |
| ○    | ルイス・ゲレーロ                   | 1R 2:48 腕ひしぎ十字固め            | Lux Fight League 3                                             | 2018年10月5日  |
| ○    | ロヘリオ・メネセス                 | 1R 3:31 KO（パンチ連打）            | RFL 2: Roca Fighting League                                    | 2018年8月17日  |
| ○    | アントニオ・エルナンデス           | 1R 1:21 腕ひしぎ十字固め            | XFL 38: Xtreme Fighters Latino 38 【XFLフェザー級王座決定戦】  | 2018年6月1日   |
| ×    | アミル・エルジュルカエフ           | 2R 3:06 KO（パンチ連打）            | ACB 78: Young Eagles 24                                        | 2018年1月13日  |
| ○    | イサック・ルエラス                 | 1R 2:23 リアネイキドチョーク        | Jasaji Fighting League 17 【JFLフェザー級王座決定戦】          | 2017年9月23日  |
| ○    | ラウル・ナヘラ・オカンポ           | 1R 3:37 TKO（パンチ連打）           | XFL 34: Xtreme Fighters Latino 34                              | 2017年4月21日  |
| ○    | カルロス・エンリケ・カナダ         | 1R 3:37 リアネイキドチョーク        | JFL: Jasaji Fighting League 15                                 | 2017年3月18日  |
| ○    | ポール・マルケス・モレノ           | 1R 4:46 腕ひしぎ十字固め            | JFL: Jasaji Fighting League 14                                 | 2016年11月26日 |
| ○    | ルイス・トーレス                   | 1R 1:15 KO（パンチ連打）            | CFN 5: Coatza Fight Night                                      | 2016年4月16日  |
| ○    | ジルベルト・ドス・サントス         | 2R 2:19 三角絞め                    | EFN: Elite Fight Night 1                                       | 2015年9月19日  |
| ○    | デューダ・サレス                   | 1R 3:42 ヒールフック                | Thunder Fight 3: Gameth vs. Para                               | 2015年4月11日  |
| ○    | ジョセ・ホベルト                   | 1R 2:28 TKO（パンチ連打）           | MMA Super Heroes 7                                             | 2014年11月15日 |
| ○    | イサック・シウバ                   | 2R 2:24 リアネイキドチョーク        | PFMMA: Pro Fight MMA Brasil 11                                 | 2014年7月27日  |
| ×    | ホドリゴ・プライア                 | 2R 4:06 KO（パンチ連打）            | ITC: It's Time Combat 4                                        | 2014年4月16日  |
| ×    | チアゴ・シウバ                     | 5分3R終了 判定1-2                   | BWF - Big Way Fight 3                                          | 2013年11月8日  |
| ○    | ルイス・シウバ                     | 1R 2:14 腕ひしぎ十字固め            | ITC: It's Time Combat 3                                        | 2013年7月13日  |
| ○    | ハニエル・ダ・コスタ               | 2R 3:07 TKO（パンチ連打）           | ITC: It's Time Combat 2                                        | 2013年2月1日   |
| ○    | フランシヴァウド・アラウボ         | 2R 3:55 KO（パンチ連打）            | ITC: It's Time Combat 1                                        | 2012年9月8日   |

## 獲得タイトル
- LFLフェザー級王座（2019年）
- XFLフェザー級王座（2018年）
- JFLフェザー級王座（2017年）

## 表彰
- UFC ファイト・オブ・ザ・ナイト（2回）
- UFC パフォーマンス・オブ・ザ・ナイト（2回）